# Airey Neave
Pour les articles homonymes, voir Airey.
Airey Middleton Sheffield Neave est un soldat, avocat et homme politique britannique, né le 23 janvier 1916 et mort le 30 mars 1979.
Pendant la Seconde Guerre mondiale, il est l'un des rares soldats à s'être échappé du camp de prisonniers de guerre allemand du château de Colditz. Il est plus tard élu député conservateur d'Abingdon. Proche de Margaret Thatcher, Airey Neave est assassiné le 30 mars 1979 dans un attentat à la voiture piégée à la Chambre des communes, revendiqué par l'Irish National Liberation Army (INLA).

## Services secrets
Après son évasion de Colditz, Neave a dirigé le MI9, service chargé d'entraîner les commandos et de procéder au rapatriement des prisonniers évadés à travers l'Europe occupée. Cette activité se poursuit après 1945, dans le cadre de la mise en place des réseaux Stay Behind.

## Carrière politique
Airey Neave s'est présenté sous les couleurs du Parti conservateur aux élections générales de 1950 dans la circonscription de Thurrock, et dans celle d'Ealing-Nord en 1951. Il est élu à Abingdon au cours d'une élection partielle, en juin 1953. Cependant, sa carrière est freinée par une crise cardiaque en 1959. Il devient gouverneur de l'Imperial College London entre 1963 et 1971 et est membre du select committee sur la Science et la Technologie de la Chambre des communes de 1965 à 1970.
Edward Heath aurait dit à Neave qu'après sa crise cardiaque, c'était la fin de sa carrière politique. Cette version est niée par Heath dans son autobiographie. Il reconnaît cependant qu'en décembre 1974, Neave lui a demandé de se retirer pour le bien du Parti conservateur. Neave demande alors à Keith Joseph, William Stephen Whitelaw et Edward du Cann de se présenter contre Heath à la tête du parti, leur proposant ses services,. Pour certains auteurs, il s'agit d'une vengeance contre Heath. Cependant, ils refusent ou abandonnent.
Neave prend alors la direction de la campagne de soutien à Margaret Thatcher au sein du Parti conservateur, alors que la députée est encore peu connue. Il organise notamment des réunions entre Thatcher et les députés conservateurs. Le 4 février 1975, elle devance Heath au premier tour de l'élection pour la présidence du parti, à la surprise générale. Elle est élue au second tour et Neave, « l'éminence grise » de Margaret Thatcher, est récompensé en prenant la tête de son cabinet privé. Il devient ensuite secrétaire d'État « fantôme » pour l'Irlande du Nord, l'équivalent du poste qu'il occupera à sa mort.
Dans l'opposition, il est un fervent soutien du travailliste Roy Mason, qui incarne la ligne dure aussi bien contre les groupes paramilitaires républicains que loyalistes en Irlande du Nord. Airey Neave est l'auteur de la nouvelle et radicale politique conservatrice d'abandonner la décentralisation s'il n'y avait pas de progrès ce point et de se concentrer sur une réforme des gouvernements locaux à la place. La politique d'intégration est vite abandonnée par Humphrey Atkins, qui reprendra son poste dans le gouvernement Thatcher.

## Assassinat

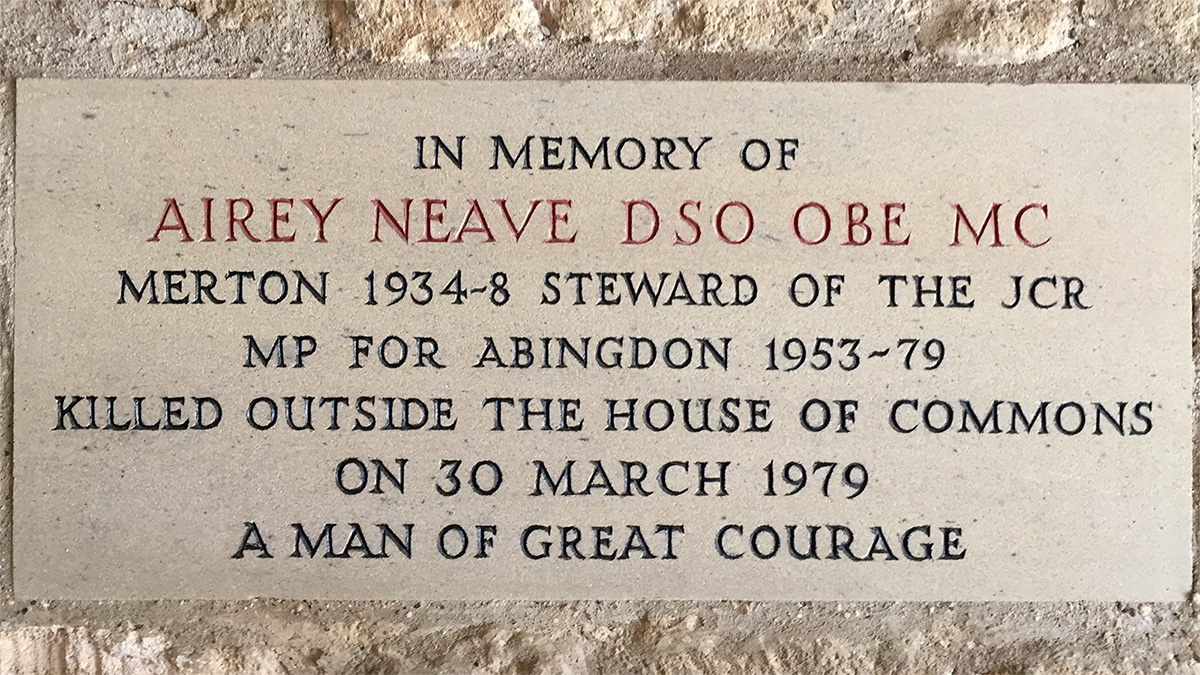
Plaque à la mémoire d'Airey Neave à son alma mater, le Merton College.

Airey Neave est tué le 30 mars 1979, dans une attaque à la voiture piégée. Une bombe a été placée à l'avant de sa Vauxhall Cavalier et a explosé alors qu'il quittait le parking souterrain du palais de Westminster à 14 heures 58. La bombe a été activée à l'aide d'un interrupteur au mercure, quand la voiture a démarré. Il est mort peu après à l'hôpital de Westminster,. L'attentat est revendiqué par l'INLA, un groupe paramilitaire républicain nord-irlandais,.
En réaction, le Premier ministre travailliste James Callaghan a déclaré : « Aucun effort ne sera épargné pour déférer les meurtriers devant la justice et pour débarrasser le Royaume-Uni du fléau du terrorisme »,. Margaret Thatcher lui a rendu hommage : « C'était un des guerriers de la liberté. Personne ne savait le grand homme qu'il était, à part ses plus proches. Il était dévoué, brave, sincère, fort ; mais il était très doux, gentil et loyal. C'est une rare combinaison de qualités. Il n'y a personne d'autre qui puisse vraiment les allier. Moi, et tant d'autres personnes, lui devons tellement et maintenant nous devons poursuivre les causes pour lesquelles il s'est battu et ne pas laisser les personnes qui l'ont pris triompher »,.
Dans l'édition d'août 1979 du The Starry Plough, journal officiel du Parti socialiste républicain irlandais, bras politique de l'INLA, on peut lire : « En mars, le terroriste retraité et partisan de la peine capitale, Airey Neave, a goûté à son propre remède quand une unité de l'INLA a monté l'opération de la décennie et l'a fait voler en morceaux dans l' "imprenable" palais de Westminster. La nauséeuse Margaret Thatcher a pleurniché à la télévision sur cette "perte incalculable" – et c'en est une – pour la classe dirigeante britannique »,.
L'assassinat de Neave intervient seulement deux jours après le vote de défiance qui a fait chuter le gouvernement Callaghan et quelques semaines avant les élections générales britanniques de 1979 qui ont vu la victoire de Margaret Thatcher et du Parti conservateur. Dans ce gouvernement, Airey Neave aurait « très probablement occupé le portefeuille de ministre pour l'Irlande du Nord ». Dans un entretien avec un membre du Irish Republican Socialist Party, Paul Routledge rapporte que celui-ci pense que Neave « aurait été couronné de succès à ce poste Secrétaire d'État pour l'Irlande du Nord. Il aurait mis la lutte armée à genoux ». Pour différents auteurs, son assassinat sera en partie à l'origine de l'intransigeance de Thatcher envers les républicains et les nationalistes irlandais,.
À la suite du décès de son mari, Diana Neave (née Giffard) est faite Baronne Airey d'Abingdon.

## Distinctions
- Bronze Star Medal

## Dans la culture populaire
Neave est interprété par Dermot Crowley dans le téléfilm Margaret de 2009 et par Nicholas Farrell dans le film La Dame de fer de 2011.